# Mercy (Madame Monsieur-dal)
A Mercy című dal Franciaországot képviselte a 2018-as Eurovíziós Dalfesztiválon, Lisszabonban. A dalt a francia Madame Monsieur adta elő franciául.
A dal egy közepes tempójú, szintipop-elemeket is tartalmazó ballada, amelyben az énekesek egy menekült gyermekről énekelnek.

## Eurovíziós Dalfesztivál
2017. december 11-én jelentette be a France 2, hogy megrendezésre kerül az új francia eurovíziós válogatóműsor, a Destination Eurovision, ahol tizennyolcan versenyeznek a dalfesztiválra való kijutásért. A Madame Monsieur a 2018. január 20-án tartott második elődöntőből az első helyen jutott tovább a január 27-én rendezett döntőbe, ahol bár a nemzetközi szakmai zsűri csak a harmadik helyre sorolta a dalt, a nézői szavazatok többségével sikerült győzniük. A dal a szavazás során összesen 186 pontot gyűjtött, 68-t a nemzetközi zsűritől és 118-at a közönségtől.
Mivel Franciaország tagja az automatikusan döntős "Öt Nagy" országnak, az Eurovíziós Dalfesztiválon a dal csak a május 12-i döntőben versenyzett, viszont a második elődöntő május 9-én rendezett zsűris főpróbáján is előadták. A döntőben a fellépési sorrendben tizenharmadikként léptek fel, az Albániát képviselő Eugent Bushpepa Mall című dala után és a Csehországot képviselő Mikolas Josef Lie to Me című dala előtt. A pontozás során a zsűri szavazáson összesítésben a nyolcadik helyen végeztek 114 ponttal (Ukrajnától maximális pontot kaptak), míg a nézői szavazáson a tizenhetedik helyen végeztek 59 ponttal, így összesítésben 173 ponttal a verseny tizenharmadik helyezettjei lettek.
A következő francia induló Bilal Hassani Roi című dala volt a 2019-es Eurovíziós Dalfesztiválon.

## Külső hivatkozások
- Mercy - Single
- A dal előadása a francia nemzeti döntőben. YouTube-videó, Eurovision Song Contest, 2018. január 28.
- A dal videoklipje. YouTube-videó, Eurovision Song Contest, 2018. március 12.
- A dal előadása a dalfesztivál második elődöntőjének főpróbáján. YouTube-videó, Eurovision Song Contest, 2018. május 10.
- A dal előadása a dalfesztivál döntőjében. YouTube-videó, Eurovision Song Contest, 2018. május 12.